# Aleksandr Skobov
Aleksandr Valerievič Skobov (Leningrado, 4 novembre 1957) è uno storico, attivista e giornalista russo, precedentemente sovietico.
Dissidente, socialista democratico (si autodefinisce socialista rivoluzionario e menscevico), Skobov è stato condannato e sottoposto a psichiatria punitiva per "propaganda antisovietica" due volte, una nel 1976 e l'altra nel 1982, passando 9 anni tra carcere, gulag e soprattutto ospedale psichiatrico per dissidenti.
È stato nuovamente arrestato nell'aprile 2024 e condotto in un centro di detenzione preventiva, con l'accusa di "giustificazione del terrorismo" e "partecipazione a una comunità terroristica" (Forum Russia Libera), dopo essersi apertamente opposto all'azione militare russa contro l'Ucraina dal 2014, sostenendo pubblicamente le Forze armate ucraine e i gruppi di oppositori russi che combattono con esse (Corpo Volontario Russo, Legione "Libertà alla Russia") dopo l'invasione del 2022.
Nel marzo 2025 è stato condannato a 16 anni di reclusione in un carcere di massima sicurezza per la sua opposizione a Vladimir Putin e alla guerra.

## Biografia

### Primi anni di attivismo e convinzioni
Skobov nacque nel 1957 a Leningrado, allora nella Repubblica Socialista Federativa Sovietica Russa, oggi San Pietroburgo Partecipò alla sua prima protesta antigovernativa a 19 anni, quando lui e i membri di un'organizzazione clandestina di cui faceva parte lanciarono volantini che invocavano il "socialismo umanistico" dal tetto di un edificio in centro, alla vigilia del XXV Congresso del Partito Comunista dell'Unione Sovietica del 1976. Di conseguenza, molti di loro furono espulsi dalle loro università, ma Skobov, che all'epoca era uno studente del primo anno di storia all'Università Statale di Leningrado, fu mandato a una riunione disciplinare con il gruppo giovanile del Komsomol. Più tardi, nell'ottobre del 1976, fu arrestato per aver pubblicato una rivista antigovernativa chiamata Perspectives, e dopo aver trascorso sei mesi in una prigione del KGB, fu condannato a un trattamento psichiatrico forzato, durante il quale trascorse tre anni di reclusione.
Nel 1981, dopo il suo rilascio, si unì al gruppo dissidente "Libera Associazione Interprofessionale dei Lavoratori", che guidò il primo tentativo di creare un sindacato indipendente in Unione Sovietica. Nel 1982 fu nuovamente condannato a cure psichiatriche, questa volta per aver scritto un articolo samizdat in cui difendeva l'ex presidente socialista cileno, Salvador Allende, morto in circostanze poco chiare nel 1973, e criticava il dittatore Augusto Pinochet. L'articolo fu considerato "propaganda antisovietica". Trascorse cinque anni in ospedale, venendo dimesso durante l'estate del 1987, durante la fase iniziale della campagna di liberalizzazione del leader sovietico Mikhail Gorbachev.
Nel periodo 2009-2011 fece parte di Solidarnost'.

### Opposizione all'invasione russa dell'Ucraina
Quando la Russia annesse la Crimea nel 2014, Skobov sostenne apertamente l'Ucraina e condannò l'azione militare russa sui social media, e si trovò in disaccordo con Aleksej Naval'nyj per la posizione che lui sosteneva al tempo. Lo stesso anno, fu aggredito da due uomini non identificati armati di coltelli fuori dalla sua abitazione, cosa che amici e familiari ritengono fosse una ritorsione per le sue critiche al regime. Condannò l'invasione russa dell'Ucraina del 2022.
All'inizio di aprile 2024, fu arrestato e accusato di "giustificazione del terrorismo" dopo aver pubblicato un post sui social media sugli attacchi ucraini che danneggiavano il Ponte di Crimea che collega la Russia con la regione occupata della Crimea ucraina. Due giorni prima di essere arrestato, aveva rilasciato un'intervista a Okno in cui chiedeva il sostegno dei gruppi di volontari russi (come la Legione "Libertà alla Russia") che combattono a fianco dell'esercito ucraino contro le truppe russe che hanno invaso l'Ucraina. Fu sottoposto a custodia cautelare. Portato in un centro di detenzione, per protestare contro il suo arresto, si rifiutò di portare con sé farmaci e occhiali. In seguito fu accusato di partecipazione a una "comunità terroristica" e trasferito da San Pietroburgo a Syktyvkar.
Nel luglio 2024, Novaya Gazeta pubblicò una lettera che Skobov aveva inviato alla moglie, con un'introduzione scritta dal politico dell'opposizione Leonid Gozman, che descrisse Skobov come "non semplicemente un eroe, ma un Santo in senso biblico diretto" e la sua lettera come "un documento fantastico". Gozman descrisse la lettera come un modo in cui Skobov evitava il pathos e rifletteva sulla sua influenza sugli altri, ma desiderava che "i giovani di oggi, che sopportano il peso della repressione del regime, sapessero che gli ultimi dissidenti sovietici sono al loro fianco". Ad un'udienza disse di essersi presentato in aula solo "per sputare in faccia al giudice".
Nel marzo 2025, Skobov, che soffre di gravi problemi di salute, è stato condannato a 16 anni di carcere da un tribunale militare. Nella sua dichiarazione finale ha detto di essere lui "l'accusatore", chiedendo ai giudici se ammettono di essere servì di un dittatore e ha terminato il discorso gridando "gloria all'Ucraina".
Skobov ha promosso il Forum Russia Libera, e in tribunale ne ha pronunciato il programma:
Secondo. Sosteniamo tutti coloro che si battono per raggiungere questi obiettivi. Compresi i cittadini della Federazione Russa che si sono uniti volontariamente alle Forze Armate ucraine.
Terzo. Ammettiamo qualsiasi forma di guerra contro la tirannia di Putin all’interno della Russia, compresa la lotta armata. Siamo ovviamente e profondamente disgustati dai metodi dell’ISIS, quando a essere prese di mira sono persone innocenti, come nel caso dell’attacco al Crocus City Hall.
I propagandisti di guerra del Cremlino, invece, sono o non sono obiettivi legittimi? [...] Sono convinto che i guerrafondai come, per esempio, il presentatore televisivo Vladimir Solov'ëv, meritino lo stesso trattamento che si meritò a suo tempo il suo analogo hitleriano Julius Streicher, impiccato dal Tribunale di Norimberga.»
Amnesty International e Human Rights Watch hanno condannato la detenzione dell'anziano Skobov in un carcere di massima sicurezza mentre Garry Kasparov lo ha definito come uno dei "pochi eroi" della Russia moderna.